# Спомен-парк Раков Поток
Спомен-парк „Раков Поток“ је меморијално подручје унутар шуме Ступнички Луг код насеља Раков Поток у саставу општине Нови Загреб - запад. Процењује се да су у овој шуми усташе од 1941. до 1945. године убиле између 400 и 700 људи. Ово је друга, после Дотршћине, масовна гробница жртава фашистичког терора на подручју Загреба. Жртве су биле мучене, убијане или живе бацане у јаму, вапном поливани и затрпани. Уз антифашисте из Загреба, овде су сахрањени становници кордунске општине Ласиња. Неке од истакнутих личности НОП-а, које су овде нашле смрт, јесу: Јожа Влаховић, Анђела Цвитковић, Драгица Хотко, Никола Секулић, Крешо Ракић, Лео Иванец, Теодор Катић, Радован Белић, Радивоје Станисављевић (из Грачаца), др Драгомир Дракулић (из Карловца), Саво Булић, Катарина Бродарић, Славко Чор, Владимир Прекрат, Фрањо Белушић, Антун Мрак и многи други.
Уз пут на улазу у Ступничку шуму налази се грубо сечени камени квадар, као путоказ који упућује на спомен-костурницу. На њему је уписан следећи текст: Види гдје почива четири стотине жртава фашизма 1941. године-Раков Поток. Иза тог споменика који упозорава на место које следи води поплочана шумска стаза до малог поплочаног проширења које је уједно и спомен гробница-костурница жртвама. На гробној плочи која је водоравно положена на земљу налази се металним уграђеним словима следећи текст:
| На жези страшној тихо су нас жели Ко мртво класје које једва шушти Ми идемо по трагу живих И нитко зауставит нас неће Иван Горан Ковачић |